# Marshawn Powell
Marshawn Powell (Newport News, 5 gennaio 1990) è un ex cestista statunitense, professionista in Europa.